# 瓦

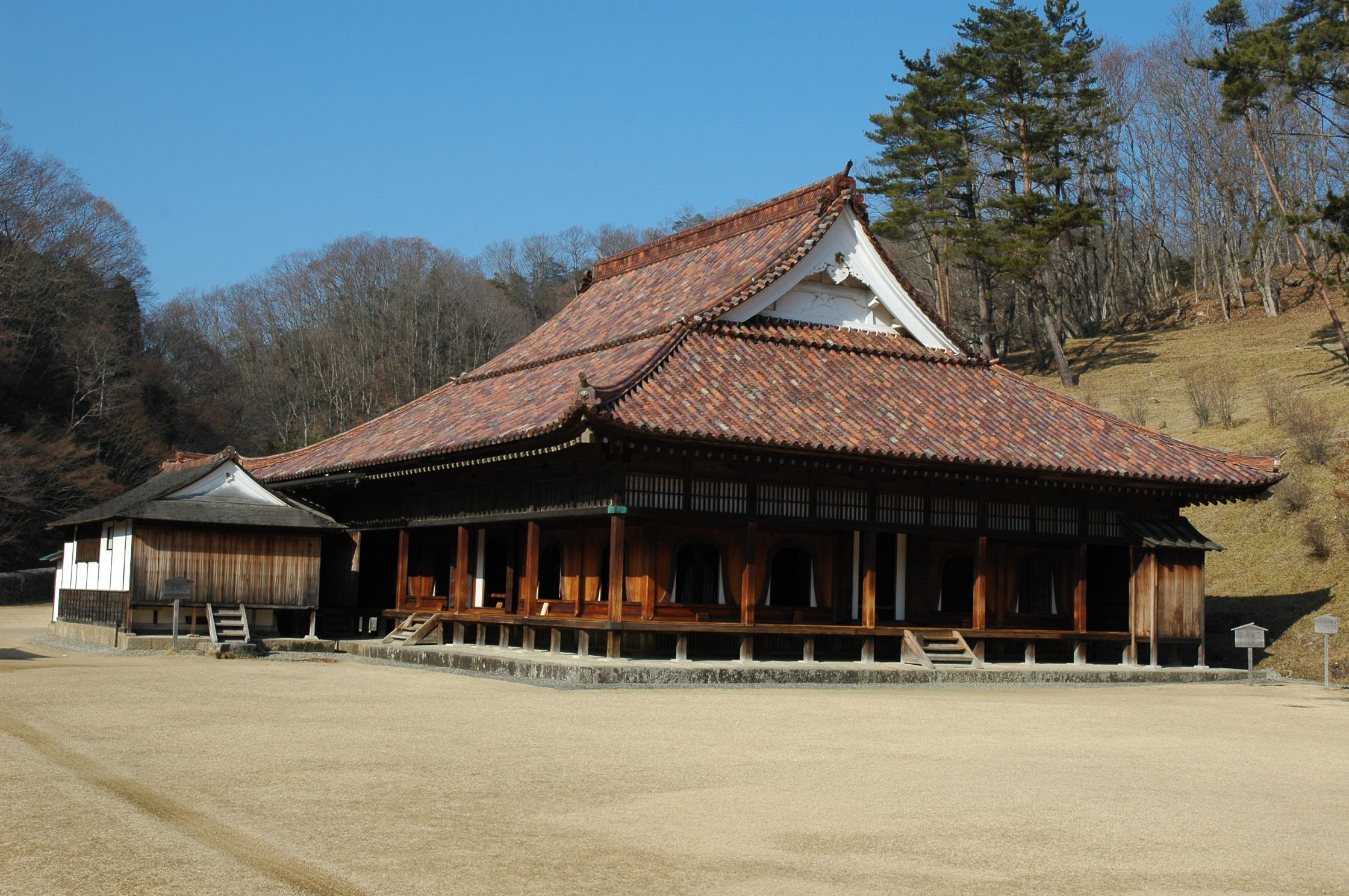
日本の閑谷学校講堂（国宝）の窯変瓦の屋根

瓦（かわら、英: roof tiles）は、屋根葺きに用いられる代表的な建材である。

## 概要
歴史的に見れば、用いられてきた瓦のほとんどが粘土を焼いて作られていたものであり、他の素材のものはあまりなかった。「瓦」という漢字は、もともとは屋根の建材に限らず、粘土を素焼きしたもの全般を意味している。 
ドイツでは、粘土製のものをZiegel（ツィーゲル＝煉瓦）またはDachziegel（ダッハ・ツィーゲル＝屋根の煉瓦）、セメント製のものをDachstein（ダッハ・シュタイン＝屋根の石材）と呼んでいる。
- イタリアの典型的な瓦エイムリチェ（イタリア語版）。本来の素焼き。オレンジ色のテラコッタ。
- ドイツの瓦の一例
- 米国の瓦の一例。スペイン・コロニアル様式の瓦屋根。（アメリカ合衆国テキサス州）
- 中国の瓦の一例

## 歴史
瓦は、洋の東西を問わず古くから用いられている。しかし、瓦が誰によっていつごろ発明されたかはよくわかっていない。
発見されている世界で最も古い瓦は中国の陳西省西安の近郊から出土したもので薄手の平瓦である。夏で陶製の瓦が作られていたという記録があり、春秋戦国時代の瓦は遺物として残っている。
西洋ではたとえばギリシアでは古代ギリシアの時代から、民家は茅葺き屋根と並んで瓦屋根も用いられていた。パルテノン神殿も、（現在では遺跡になり、上部の屋根が消失し、下から空が見えてしまい、下から見ると白っぽい石製の柱やファサードばかりが眼につく建物になってはいるが）もともと神殿として使われていた当時は木材で小屋組がされた屋根があったのであり、屋根の表面は大理石の瓦で覆ってあったのである。
- 北斉の壁画。瓦屋根が見て取れる。
- 古代ギリシアの様々な瓦

## 種類・分類

### 素材や製法による分類
粘土瓦

かつては「瓦」といえばもっぱら粘土瓦を指したが、近年では様々な素材のものがかなり使われるようになったので、「瓦」だけでは他の素材のものと区別がつかなくなってしまうので、「粘土瓦」や「本瓦（ほんがわら）」と呼ぶようになった。釉薬の使用の有無によって、釉薬瓦と無釉薬瓦に分けられる。
金属瓦
古くは、平瓦、丸瓦、役瓦の形に造られた木の型に銅や鉛の薄い板を貼り付け粘土瓦と同じような方法で葺いた。現在では、木型はなく、鉄やアルミなどの金属板のみである。徳川家康が江戸城天守や名古屋城大天守の最上階に葺いたのが始まりとも言われており、高層建築を建てる上での瓦の重量を軽減させるために用いたと考えられている。そのほか寒冷地域では割れてしまう粘土瓦の代わりに葺かれることがある。最近では銅は酸性雨で腐食してしまうために、ステンレスやガルバリウムが用いられる。風合いがないために、表面に接着剤で砂などを固定し、セメント瓦を模した製品もある。
日本では最近、チタン製の瓦が登場した。アルミに比べ高価だが、メンテナンスがほぼ不要で補修費用がかからないため、長期的には低コストであるという。
セメント瓦
文字通りセメントで造られた瓦である。セメント1に対して砂3の割合で調合したモルタルを用いて造られる。比較的安価で、多彩な形があった。顔料を練りこむか、固まった後で、塗布して色を付ける。そのため年月が過ぎると風化し、色や表面の艶を失ってしまう欠点があったため、吹付け塗装などを行って維持管理をする必要がある。安価な家屋に使用されていたが、最近ではその座を金属瓦や厚形スレートに譲り使用されることは激減した。割れやすいという欠点があり、補強のためにアスベストが使用されることもあり、社会問題となった。詳しくはアスベスト問題を参照。現在は大半のメーカーが製造から撤退しており、2017年時点で工場は沖縄の1軒だけである。
プレスセメントがわら
セメント瓦の1種。セメント1に対して砂2の割合で調合したモルタルを高圧油圧プレス成形で造られる瓦のことである。戦後の復興から昭和60年代まで西日本で大量生産された。近年ではグラスファイバーなどを配合した複合素材も開発されている。表面の色調は塗装によるもので、10年に1回程度の再塗装が必要であったが、近年は陶器に使われる釉薬を塗布し焼成した物や、高耐久樹脂製塗料により数十年の耐久性を持つものも販売されている。プレス成形後の寸法精度が高い事により特殊な形状の役物部品が作りやすく、施工の省力化簡易化が図られている。
ガラス瓦
ガラス製の瓦のこと。透明にはせずに曇らせる。桟瓦型に造られているものなどがあり、天窓の代わりに粘土瓦に混ぜて用いられることが多い。
石瓦
石製の瓦。古い例では近世以前の建築である丸岡城天守に葺かれている凝灰岩製のものがある。寒冷地域では葺けない粘土瓦の代わりとして葺かれたのが始まりである。古いタイプの石瓦は、重く、製造も容易ではない。他に粘板岩製のものを使う。複雑な形のものは製造できないので、雨漏りしやすく、緩勾配の屋根には適していない。

### 形状・用途による分類

並桟
切込桟
引掛桟（裏面）

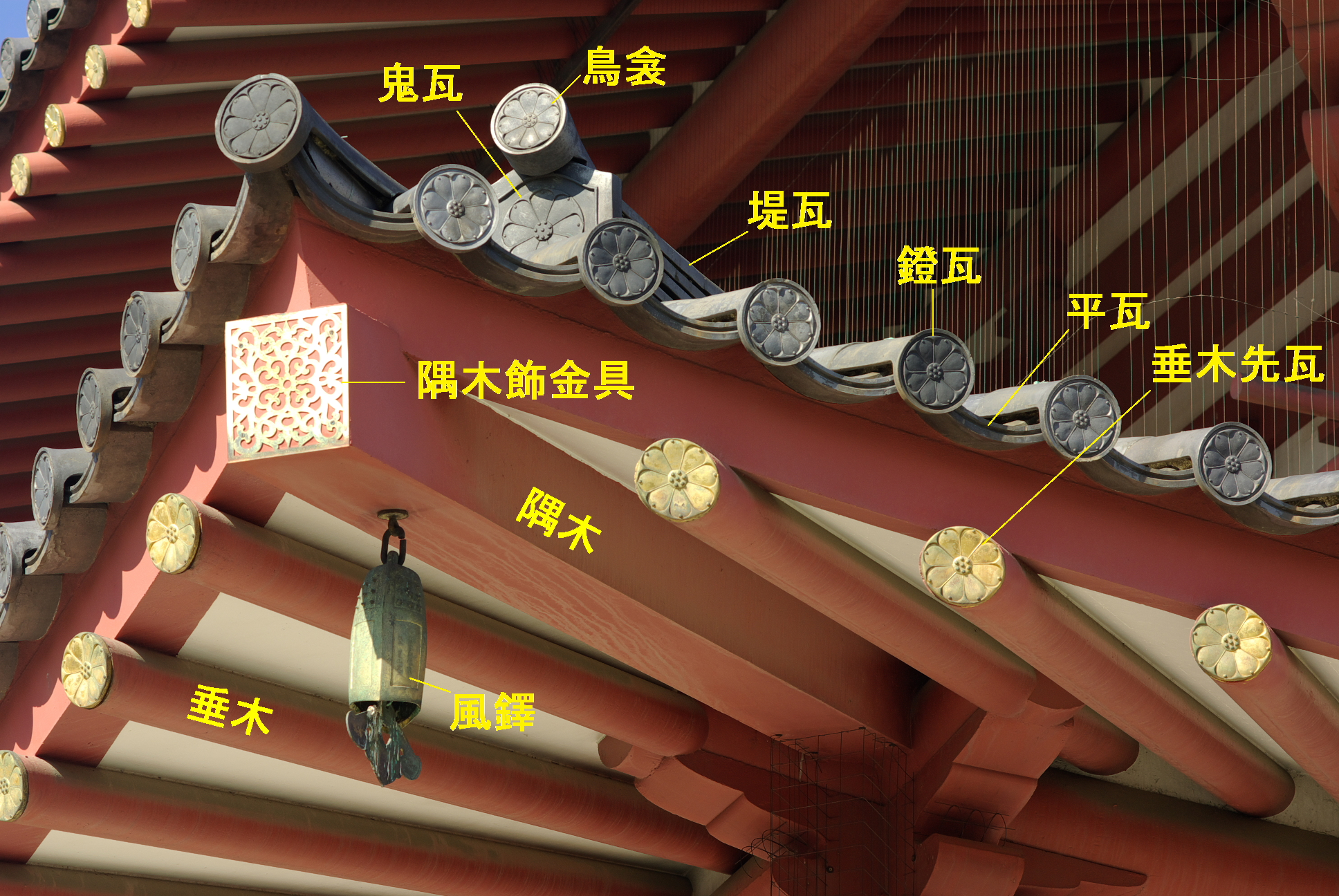
飛鳥時代の本瓦葺きの例（四天王寺金堂）

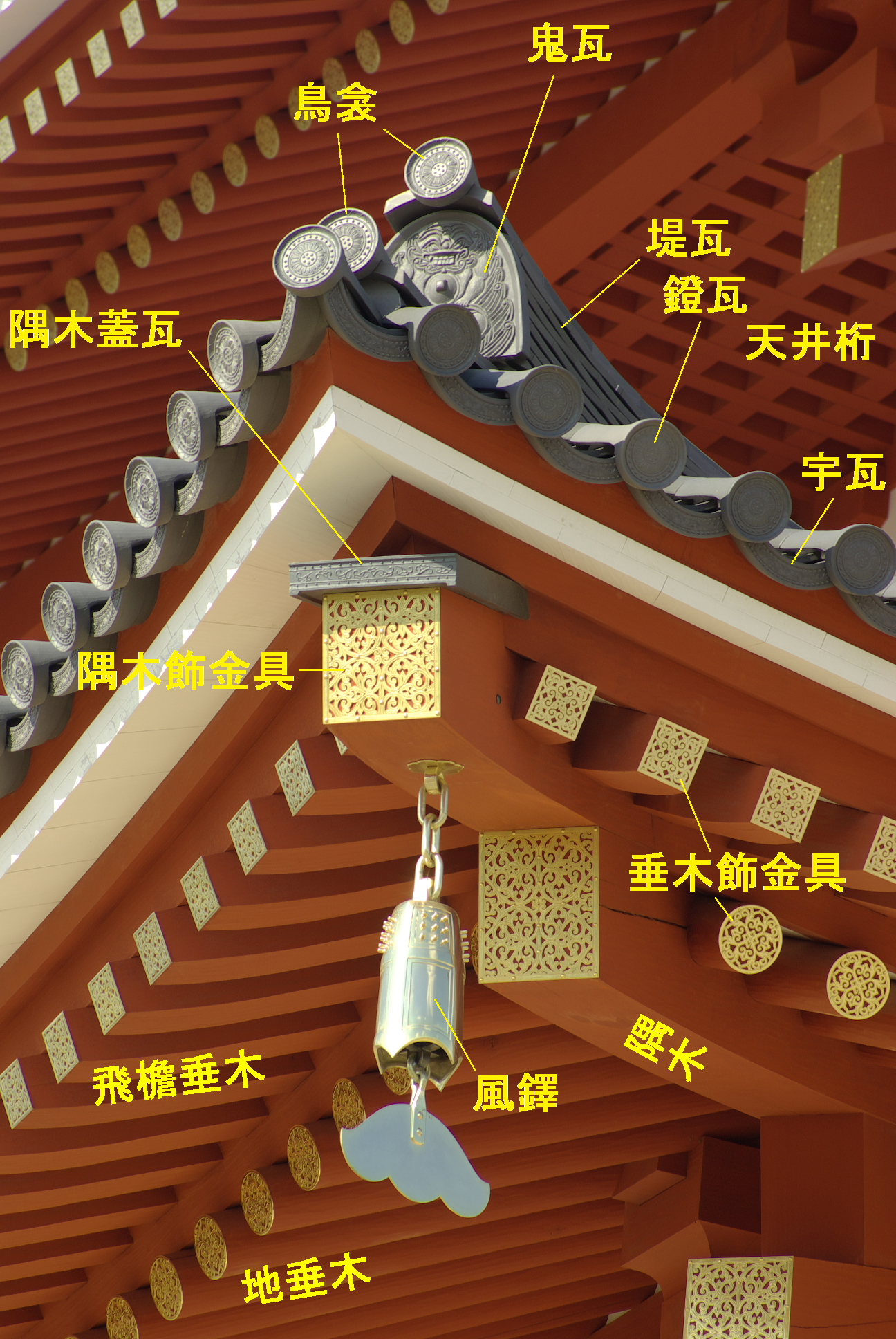
奈良時代の本瓦葺きの例（平城宮大極殿）

軒丸
軒平
滴水瓦
桟唐草

平瓦（ひらがわら）
並平（なみひら） - 四角形の板を凹方向に湾曲させたのみの形状をなす本瓦葺の瓦。丸瓦（牡瓦）に対する牝瓦。別名「女瓦」。
敷平（しきひら） - 軒平瓦の下に葺く瓦。
丸瓦（まるがわら）
並丸（なみまる） - 円筒を縦に割ったような形状をなす本瓦葺の瓦。平瓦（牝瓦）に対する牡瓦。別名「男瓦」。
筒瓦
筒状の瓦

並平
並丸
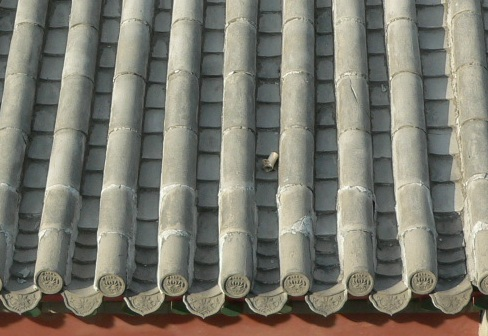
筒瓦、軒先にある瓦当も確認できる。

桟瓦（さんがわら）
詳細は粘土瓦に詳しいが、桟瓦は日本の江戸時代中期に発明された形状の瓦である。本瓦の丸と平を1枚に合わせた形状で、通常の本瓦よりも軽量である。
並桟（なみさん） - 右下部に切込みがある。
切込桟（きりこみさん） - 左上部と右下部に切り込みがある。
引掛桟（ひっかけさん） - 表は切込桟瓦と同じであるが、裏面に瓦桟に引掛けるための突起がある。
S型 - 平瓦と丸瓦を一体化させたような形状の桟瓦。大正期に輸入されたスペイン瓦から発想を得て開発された。
F型 - 桟瓦の一種。平板瓦ともいう。接合部以外は起伏が少なく、平坦である。明治期にフランス人のアルフレッド・ジェラールによって開発された。
J型 - 本瓦や桟瓦などの日本の従来からある形の瓦のこと。S型やF型などの洋瓦に対する区分。
- 並桟
- 切込桟
- 引掛桟（裏面）

役瓦（やくがわら）
掛瓦（かけがわら）
破風の上部に作られる蓑甲（みのこう）に葺く瓦のこと。
掛巴瓦、掛巴（かけどもえ） - 蓑甲部分の先端を飾る軒丸瓦のこと
掛唐草瓦、掛唐草（かけからくさ） -蓑甲部分の先端を飾る軒平瓦のこと
袖瓦（そでがわら）
蓑甲でない破風上部に葺かれる瓦。けらば瓦、妻瓦（つまがわら）ともいう。
けらば平瓦 - 本瓦葺のけらばに葺く瓦。
けらば桟瓦 - 桟瓦葺のけらばに葺く瓦。
けらば唐草 - 巴と唐草を瓦の妻側面に施した袖瓦。掛瓦を葺いた蓑甲のようになる。
軒瓦（のきがわら）
軒瓦の装飾部は 瓦当（がとう）と呼ぶ。軒先で雨などが内側に入らないようにする遮蔽機能を持ちながら、軒先で見えることから美化的な装飾が施された。中国では秦漢時代に彫刻された瓦が見られ、漢の時代には「長楽未央」「長生無極」などの縁起の良い文字入りの物も出るようになった。また、日本の瓦当や琉球王国時代にも独自の文様が見ることができる。
軒丸瓦、軒丸（のきまる） - 本瓦葺の丸瓦の軒部分に葺く瓦のこと。別名「鐙瓦」（あぶみがわら）。巴文が描かれることが多いので巴瓦（ともえがわら）とも通称される。
隅巴瓦、隅巴（すみどもえ） - 軒隅の先端をおさめる軒丸瓦のこと。
軒平瓦、軒平（のきひら） - 本瓦葺の平瓦の軒部分に葺く瓦のこと。別名「宇瓦」（のきがわら）。唐草文が描かれることが多いので平唐草（ひらからくさ）とも通称される。
隅軒平瓦（すみのきひらがわら） - 軒隅をおさめる軒平瓦のこと。隅唐草（すみからくさ）ともいう。
滴水瓦（てきすいがわら） - 軒平瓦瓦当の下部を1か所花弁形に形作り、また雨垂れをよくするために、瓦当部分を垂直に垂らすのが特徴。軒平瓦の一種。中国明朝時代に普及した軒平瓦で、日本へは豊臣秀吉の文禄・慶長の役を通じて朝鮮半島から取り入れられた。高麗瓦、朝鮮瓦の異名がある。
軒桟瓦（のきさんがわら） - 桟瓦葺の桟瓦の軒部分に葺く瓦のこと。桟唐草（さんからくさ）ともいう。
- 軒丸
- 軒平
- 滴水瓦
- 桟唐草

棟瓦（むねがわら。大棟・平降棟・隅降棟）
雁振瓦、雁振（がんぶり） - 棟の最上にのせる瓦。がんぶりの字には「冠」も当てられる。伏間瓦（ふすまがわら）ともいう。丸瓦のようなもののほかに箱がんぶりなどがある。
熨斗瓦、熨斗（のし） - 棟に積み上げられる瓦。平瓦とは違い凸方向にむくりがある。別名「堤瓦」（つつみがわら）。
ひも熨斗
面戸瓦、面戸 - 熨斗瓦と平部（平瓦や桟瓦、丸瓦など）の瓦葺との境にできる隙間をおさめる瓦。地方により、形状を鰹、蟹の甲羅、櫛に見立ててそれぞれ「かつお面戸」「かに面戸」「くし面戸」と呼ぶことがある。
棟飾（むねかざり。おもに装飾のための瓦）
鬼瓦（おにがわら） - 棟の妻側先端部に使われる装飾の瓦。厄除けと装飾のため鬼面を施したのが呼称の由来である。鬼面の有無を問わず「鬼瓦」と呼ばれる。
獅子口（ししぐち） - 頭上に3つから5つの「経の巻（ぎょうのまき）」という丸瓦状の瓦を付けたもの。鬼瓦と同様の棟飾である。
鳥衾（とりぶすま） - 棟の鬼瓦上に付けられる棒状の瓦。鬼瓦を固定するための役瓦であったが、鯱や鴟尾のように装飾化した。
アンテフィクサ - 西洋版鬼瓦
Wolfsziegel - 南ドイツに見られる屋根の上に設置される笛のような音が鳴るよう加工された瓦。特定方向の風で笛が鳴り、山に餌が無くなったオオカミの到来を告げる。フランス語では、tuile à loup と呼ばれる。

### その他
機能性瓦 - FRPを使った「軽量瓦」、ヒートアイランド現象の緩和のための「Eco Kawara」、強風や地震に強い「防災瓦」など機能性をもたせた瓦が開発されている。

## 瓦の葺き方
瓦の「葺き方」つまり分かりやすく言うと屋根に実際に設置する時の "重ね方" や "並べ方" も、下に説明するように多数ある。
本瓦葺き
丸瓦と平瓦を交互に積む葺き方。 寺院などに見られる。ドイツでは、Tegula und Imbrex と呼ばれる。
桟瓦葺き
波型の瓦を交互に積む葺き方。ドイツでは、Hohlpfanne、英語では Pantile で行われる。
モンク・ウント・ナン
修道士と修道女の意。古い地中海側の教会や近代以降の住居に見られる。丸瓦を互い違いに積む葺き方。
Biberschwanz
ビーバーの尻尾の意。ビーバーの尾のような形状をしている平瓦を用いる。葺き方は3種類ある。

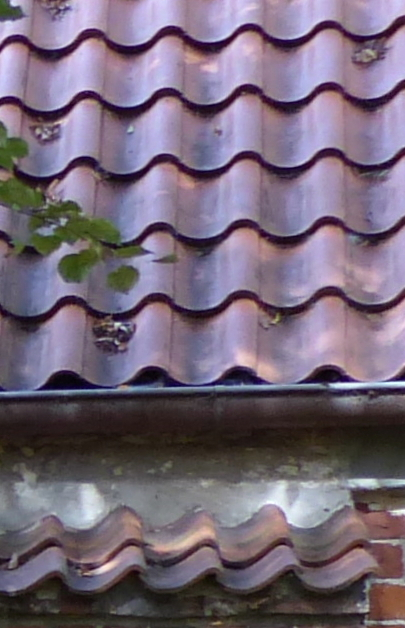
ドイツ連邦共和国シフドルフの教会の屋根。Hohlpfanneが使用されている。
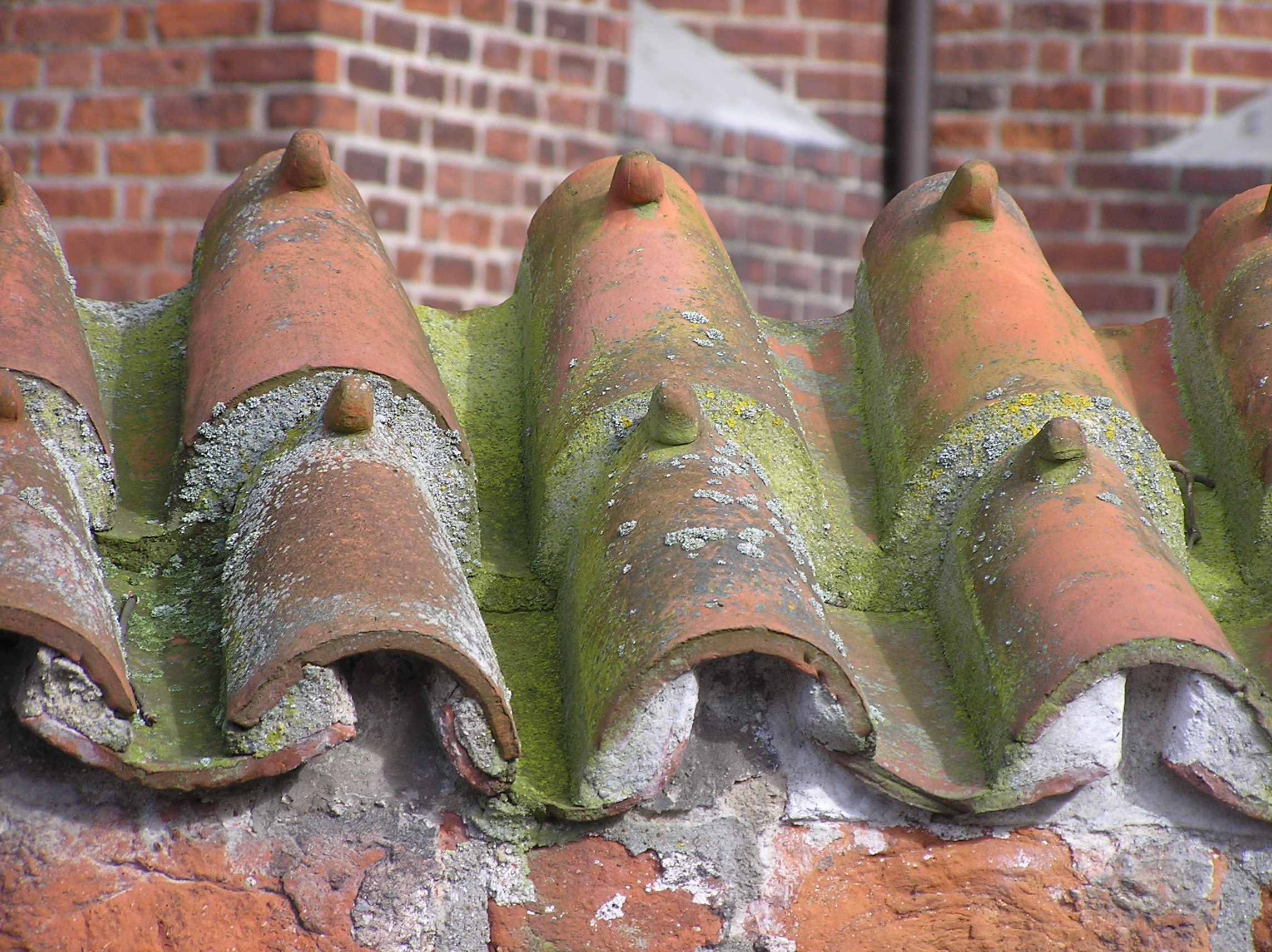
モンク・ウント・ナン（ドイツ語版）
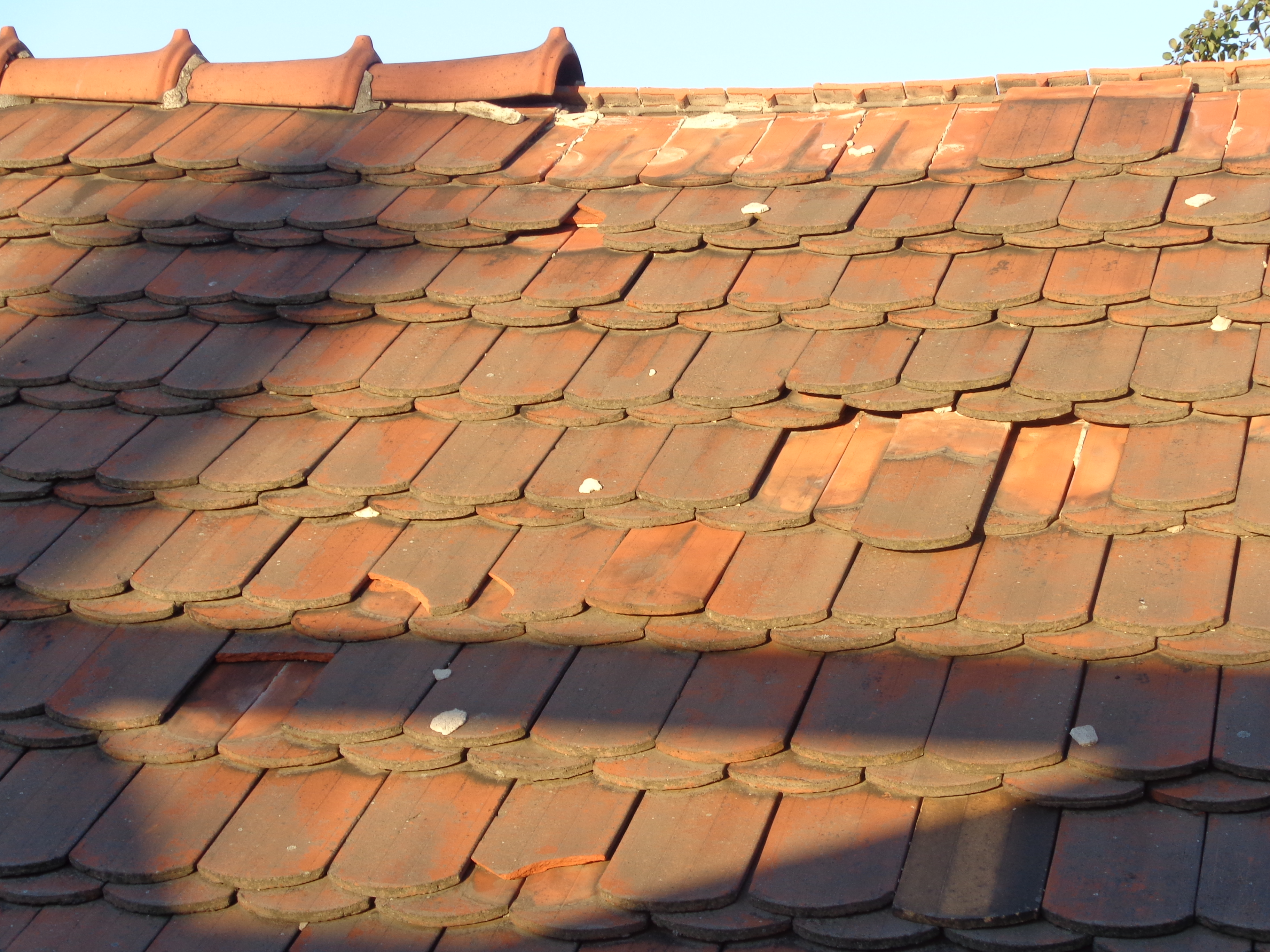
Biberschwanzで葺かれた屋根。Kronendeckung 法
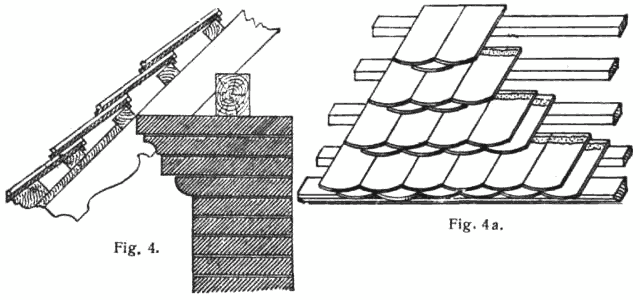
Kronendeckung
Doppeldeckung 法
Einfachdeckung 法

## 世界の市場
世界での主たる販売業者としては、Braas Monier Building Group、Etex、IKO、Wienerbergerなどが挙げられる。
ホテル建設市場では、世界的に見るとホテルが高級志向になってきており瓦屋根で施工されることが増えてきており、瓦の需要が増している。

## 日本における瓦
瓦が葺かれた屋根を「瓦葺き（かわらぶき）」、「瓦葺屋根」、「甍（いらか）」と言う。
形や用途、焼成法、色、等級、産地など様々な分類法があり、数え方によっては1000を超えるほどの種類がある。特に鬼面が施された「鬼瓦（おにがわら）」や瓦当（がとう＝軒丸瓦先端の円形部分）の文様は、芸術品としての評価もある。
日本の甍は天辺が水平なものが多い。
粘土瓦の製法は、本来の素焼きよりも釉薬が使われるほうが増えたので、現在では、釉薬を使用する瓦と、釉薬を使用せず素焼きにする「無釉薬瓦」とに大別されるようになっている。
2006年現在で、日本国内で稼働している最大の瓦窯は、容積としては長さ110m×幅F形12列1段のトンネル窯である。最長は、125mのトンネル窯（幅、F形9列1段）である。
粘土以外の材料を用いた瓦は、日本では粘土瓦と区別しつつ、材料名+「瓦」のかたちで呼ばれることが多い。なかでも石瓦や銅瓦は歴史的にも古くから用いられてきたものである。現在でも、セメントを用いたセメント瓦、金属を用いた金属瓦等が、粘土瓦が向かない 寒冷地、寺社、歴史的建造物等によって用いられることがある。
瓦を屋根に施工することを瓦を葺く（ふく）といい、その施工に携わる職人や業者を瓦葺き職人（かわらぶきしょくにん）と呼ぶことがある。
なお、日本海側の積雪地帯を中心とする寒冷地では、粘土瓦は内部の水分が凍結して破損、剥落することが多く、屋根の積雪への対策もあり、北日本の家屋では粘土瓦の使用は避けて金属板葺き（瓦棒・平板（一文字など）など）やスレート葺きなどが多い。
例外的な用途
瓦は日本では、その本来の屋根建材としての用途のみに限らず、平瓦を壁に用いて漆喰で継ぎ手を板かまぼこ状に盛り固めた「海鼠壁（なまこかべ）」や、瓦や石などを粘土で接着し固めて造る「練塀（ねりべい）」などの壁材、寺院の基壇のタイルのような役目や、雨落ちや溝の一部としても用いられる。
建築以外では、空手道や中国拳法の試割り（瓦割り）にも用いられる。また、「瓦割り」は屋根業界では、瓦を葺くため、屋根に割り付けをするという意味で用いられる。「地割り」ともいわれる。
瓦そばのように、瓦が調理器具、食器として使われる事例もあるが、そういった用途には専用の瓦が製造されている。

### 日本での歴史

#### 古代〜中世

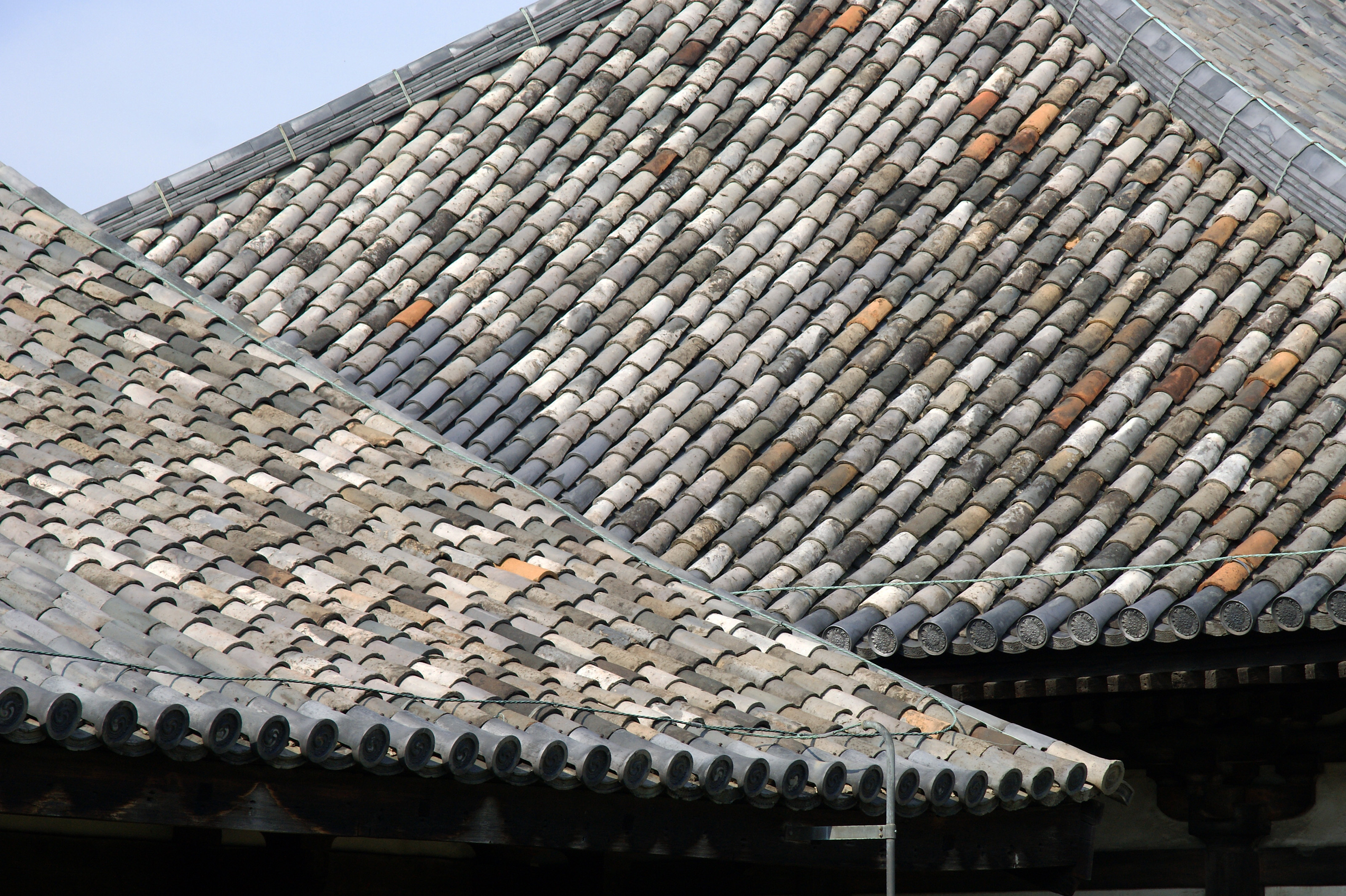
現存日本最古（飛鳥時代）の瓦（本瓦葺き、元興寺）

『日本書紀』によると日本には西暦588年に百済から仏教と共に伝来したとされている。百済からは麻奈文奴、陽貴文、陵貴文、昔麻帝弥の4人の専門家（瓦博士）が派遣され、飛鳥寺の創建で初めて使用されたとされる。現存日本最古の瓦は飛鳥時代のもので、元興寺（飛鳥寺を移築）の極楽坊本堂と禅室に葺かれている瓦とされる。
寺院以外で使用された最初の例は7世紀末に建設された藤原京とされている。大極殿などの宮殿は瓦葺きで建てられていることが考古学的に確認されていることから、初めて寺院以外で瓦が使用されたとみられている。藤原京の建設では瓦生産が周辺地域だけでは追い付かず、近江、淡路、讃岐などでも生産が始まった。この頃の瓦窯遺構としては宗吉瓦窯（現在の香川県三豊市三野町吉津）の17号窯がある。しかし、地方においては、8世紀中頃以前は瓦葺きは寺院に限られると見てよい。
奈良時代、平安時代にはいると、瓦は寺院、宮殿の他、官衙にも用いられるようになる。特に、地方でも国府や国分寺といった国家権力を象徴する建物にも用いられるようになる。しかし、絵画史料から、貴族の邸宅は桧皮葺で、瓦は公的な建物にしか用いなかったことがわかる。各地には瓦屋（がおく）と呼ばれる瓦を生産、供給する役所が設けられ、決められた寺院や役所に瓦を納品していた。
中世になると、寺院以外の、権力者の邸宅（天皇や将軍の御所、館など）の屋根については再び桧皮で葺かれることが多くなる。
- 国指定史跡「乙女不動原瓦窯跡」（栃木県小山市）。奈良時代の頃に日本三戒壇の1つであった下野薬師寺に瓦を供給した瓦窯の跡とされている[23]。
- 国指定史跡「水殿瓦窯跡」（埼玉県美里町）。鎌倉時代の瓦窯の跡であり、ここで出土した瓦は、源頼朝が鎌倉の地で文治5年（1189年）に建立したといわれる二階堂永福寺跡から出土した瓦とよく似ているので、永福寺修理の際に使用された瓦はここで生産されたのだろうと推定されている[24]。

#### 近世

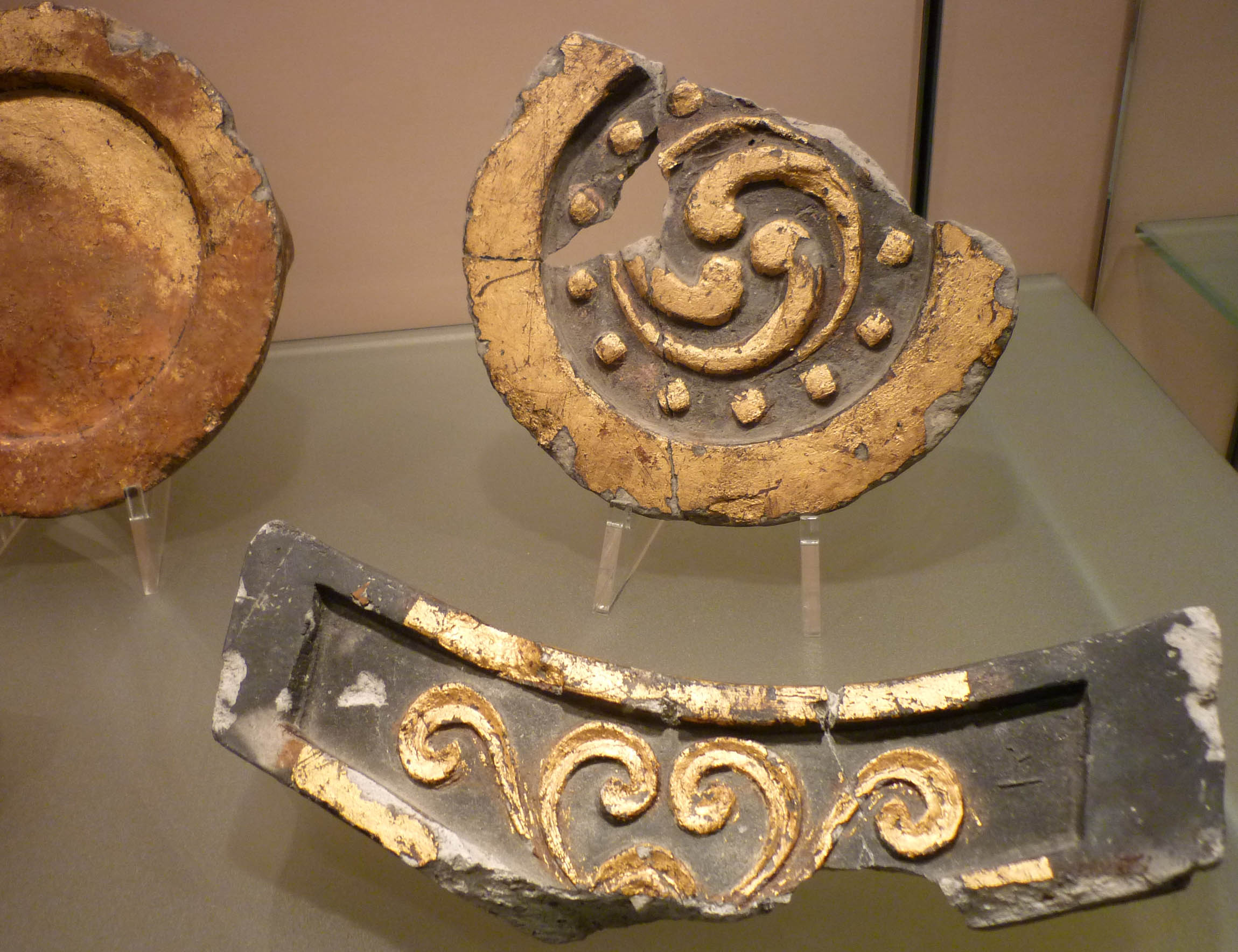
伏見城の金箔瓦

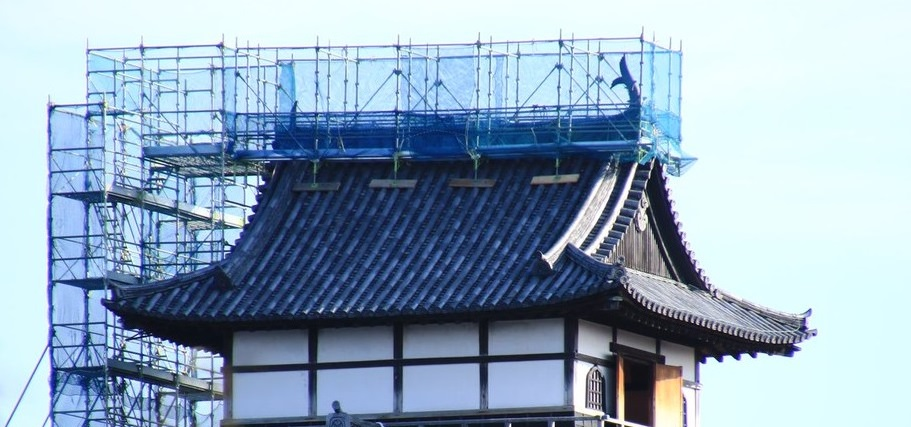
犬山城天守（国宝）の甍（1620年改）

近世に入ると、瓦は、それまでは仮設建物が多かった城郭の建築物へも用いられるようになる。特に、安土桃山時代には鯱瓦や鬼瓦、軒瓦に金箔を施した金箔瓦もあった。文禄・慶長の役で朝鮮から伝わったといわれる軒平瓦の瓦当に逆三角形の板が付いた滴水瓦もあった。江戸時代前後には屋根の軽量化を図るために銅や鉛の金属で作られた金属瓦も用いられ始めた。
江戸時代になっても一般庶民の家屋は板葺きが一般的で瓦葺きが普及したのは江戸時代末期のことである。
当初、幕府は「奢侈禁令」により庶民が屋根瓦を使うことを禁じていたが、江戸などでは火事対策の観点から屋根瓦の使用を奨励するようになり葺き替えに助成金を出すようになったことで次第に普及した。また、江戸時代には近江の三井寺の瓦師である西村半兵衛が平瓦と丸瓦を合わせたような形状の桟瓦を開発したと言われている。これにより、瓦を用いる量が減り、瓦を用いるための建物強度のハードルが低くなった。
ただし、日本海側の積雪地帯を中心とする寒冷地では、粘土瓦は内部の水分が凍結して破損、剥落することが多く、屋根の積雪への対策もあり、瓦葺きはあまり普及しなかった。

#### 近現代
従来の桟瓦は明治時代の初期に改良され引掛桟瓦が開発された。1926年以降、引掛桟瓦は当時の内務省の奨励もあったことから瓦葺きに用いる標準的な瓦となり広く普及している。
一方、明治時代になると横浜でフランス人のアルフレッド・ジェラールが洋風建築用としてフランス型の瓦（ジェラール瓦（フランス瓦））の製造を始めた。また大正時代にはスペインからスパニッシュ瓦が輸入され、これを参考に三州瓦の産地の三河では「S形瓦」が誕生した。これらの新たな瓦は「洋瓦」と呼ばれている。
寺院や城など文化財となっている近世以前の建物に使われる瓦は、現代の一般的な瓦とは大きさなどが異なることが多い。こうした文化財の修復時には、その建物で使われている瓦の形や大きさ、材質などを調査して、なるべく近い瓦を新たに焼き、破損した瓦と交換する。こうした研究や瓦葺き技術の継承を行う「日本伝統瓦技術保存会」が1991年から活動している。
1990年代からは不況による住宅建築の初期費用の削減に加え、瓦屋根は地震に弱いという誤解が1995年の阪神・淡路大震災を切っ掛けとして広まった事等により、陶器瓦は1980年をピークに2014年は4分の1まで、いぶし瓦は1993年をピークに2014年は6分の1まで低下した。
現在では、防災性を向上させた軽量防災瓦や、ガルバリウム鋼鈑の表面を自然石粒でコーティングした自然石粒付鋼鈑が登場している。
2020年、国土交通省は瓦屋根について建築基準法の告示基準を改正し、従来の告示基準を上回る自然災害に強いガイドライン工法を義務とすると発表し、2022年１月1日より施行された。ガイドライン工法は業界団体が独自に定めていたものであるが、義務化の背景には自然災害の激甚化や多発がある。ガイドライン工法により震度７クラスの地震、５０年に一度発生する可能性のある強風に耐えることが可能であることが確認されている。
- 近年の桟瓦の屋根
- 瓦。（兵庫県明石市にて）

### 日本の瓦産地
以下が日本三大瓦産地とされる。
- 三州瓦 - 愛知県
- 石州瓦 - 島根県石見地方（江津市、大田市、浜田市、益田市）
- 淡路瓦 - 兵庫県淡路島

また、他に以下の主産地がある。
- 安田瓦 - 新潟県阿賀野市[34]
- 藤岡瓦[34]
- 茨城瓦 - 茨城県[34]
- 埼玉瓦 - 埼玉県[34]
- 深谷瓦 - 埼玉県深谷市[35][36][37]
- とやま瓦 - 富山県[34]
- 能登瓦 - 石川県[34]
- 加賀瓦 - 石川県
- 越前瓦 - 福井県[34][38]
- 若狭瓦 - 福井県
- 岐阜県産瓦 - 岐阜県[34]
- 清水瓦 - 静岡県
- 伊賀瓦 - 三重県[34]
- 奈良瓦 - 奈良県[34]
- 打田瓦 - 和歌山県[34]
- 京瓦 - 京都府京都市伏見区[34][39]
- 播州瓦 - 兵庫県[34]
- 西条瓦 - 広島県[34]
- 備前瓦 - 岡山県備前市
- 讃岐瓦 - 香川県[34]
- 安芸瓦 - 高知県[34]
- 伊予瓦 - 愛媛県伊予市
- 菊間瓦 - 愛媛県菊間町[34]
- 城島瓦 - 福岡県久留米市[34][40]
- 宮崎瓦 - 宮崎県[34]
- 日置瓦 - 鹿児島県日置市[34]
- 鹿屋瓦 - 鹿児島県鹿屋市[34]
- 沖縄赤瓦 - 沖縄県[34]

生産者・関連人物
- 瓦師 - 製造・販売・屋根葺きの職人[41]。平安時代には瓦焼と呼ばれる製造・販売職人がいた[41]。
- 寺島家 - 江戸幕府御用瓦師[42][43]
- 鬼師 - 鬼瓦を作る職人[44]。

## 慣用句
- 瓦解（がかい）
組織などが崩れるという意味に使われる。広辞苑では瓦解を「一部が落ちれば、その余勢で他の多くの瓦が崩れ落ちるように」と形容している。用例は「徳川幕府の瓦解」など。一方で阿辻哲次は、この場合の「瓦」とは、中国での字本来の意味である素焼きの土器（瓦笥（かわらけ・素焼きの食器）など）のことであり[45]、屋根瓦が崩れ落ちる様子ではなく素焼きの土器が砕ける様子である、とした[46]。